# Lucille Love: The Girl of Mystery
Pour plus de détails, voir Fiche technique et Distribution.
Lucille Love: The Girl of Mystery est un serial américain de 15 épisodes, réalisé par Francis Ford et sorti en 1914.

## Fiche technique
- Titre : Lucille Love: The Girl of Mystery
- Réalisation : Francis Ford
- Scénario : Grace Cunard et Francis Ford
- Société de production : Universal Film Manufacturing Company
- Pays d'origine : États-Unis
- Format : Noir et blanc - 35 mm - 1,37:1 - Film muet
- Genre : espionnage
- Durée : 300 minutes (15 épisodes de deux bobines chacun)
- Date de sortie : 1914

## Distribution
- Grace Cunard : Lucille Love
- Francis Ford : Loubeque / Hugo
- Harry Schumm : Lieutenant Gibson
- Ernest Shields : Thompson
- Edgar Keller : Sumpter Love
- Eddie Boland
- Wilbur Higby
- Burton Law
- Jean Hathaway
- William White
- Harry L. Rattenbury
- Lew Short
- Jack Ford (cascades)

## Autour du film
- Jack Ford, le jeune frère de Francis Ford, est cascadeur sur ce film. Il est devenu plus tard le réalisateur John Ford.

- L'actrice et scénariste Grace Cunard était à l'époque la compagne de Francis Ford[1].

- Les copies partielles de quatre épisodes ont été conservées selon SilentEra.